# Приднестровско-румынские отношения
Приднестровско-румынские отношения — двусторонние дипломатические отношения между непризнанным государством Приднестровской Молдавской Республикой (Приднестровьем) и Румынией. Бухарест официально не признает независимость Приднестровья.

## История
В 1990-е годы несколько правительств Румынии поддержали идею объединения с Молдавией. Многие из этих предложений не включали в себя территорию Приднестровья. Во время Приднестровской войны 1992 года Румыния оказала Молдавии военную поддержку против Приднестровья. Кроме того, министерство иностранных дел Румынии прикладывало дипломатические усилия для прекращения войны.
В 2010 году правительство Румынии согласилось участвовать в системе противоракетной обороны НАТО. В качестве реакции правительство Приднестровья предложило разместить в стране ракеты средней дальности 9К720 «Искандер». Спустя три года такой сценарий был признан маловероятным.
В 2013 году Румыния являлась третьим по величине экспортным партнёром Приднестровья.
В 2016 году пресс-служба МИД Приднестровья выразила протест против предполагаемого неоднократного вторжения румынских самолётов в воздушное пространство Приднестровья.
В 2017 году журналисты нескольких румынских СМИ, таких как România liberă и Digi24, посетили Тирасполь и взяли интервью у министра иностранных дел Приднестровья.
В 2019 году президент Приднестровья Вадим Красносельский заявил, что для него «Украина, Россия и Молдавия (являются) более актуальными, чем Румыния».
В Приднестровье Румыния традиционно рассматривается как антагонист.